# Cimetière militaire néerlandais d'Orry-la-Ville
Le cimetière militaire néerlandais d'Orry-la-Ville est un cimetière militaire de la Seconde Guerre mondiale situé sur le territoire de la commune d'Orry-la-Ville, dans le département de l'Oise, en France.
Il est consacré le 3 mai 1958 et abrite les sépultures de cent-quatorze victimes néerlandaises de la Seconde Guerre mondiale, soldats ou résistants civils. Seul cimetière militaire néerlandais en France, il est aménagé en 1958 par la fondation des sépultures de guerre des Pays-Bas (Oorlogsgraven Stichting), en étroite collaboration avec les autorités françaises, qui offrent le terrain de 5,9 hectares et le portique d'honneur. Les stèles sont confectionnées aux Pays-Bas. Le portique d'honneur contient quatre plaques commémoratives, dont trois donnent la liste de morts restés sans sépulture, notamment des victimes du naufrage du bateau Pavon, coulé par des bombardements près de Dunkerque. Au centre du cimetière, une sculpture en bronze de Cor Van Kralingen représente un homme tombant. Chaque année, une cérémonie de mémoire est organisée le 4 mai par l'ambassade des Pays-Bas en France, en coopération avec la commune d'Orry-la-Ville. L'entretien courant du cimetière est pris en charge par le ministère français de la Défense,.